# Perro come perro
Perro come perro és una pel·lícula colombiana de 2007 dirigida per Carlos Moreno i estrenada el 18 d'abril de 2007. Relata la història de dos assassins al servei d'un poderós empresari de Cali desitjós de venjar la mort del seu fillol i recuperar els seus diners robats. Fou candidata de Colòmbia a l'Oscar a la millor pel·lícula de parla no anglesa.

## Sinopsi
El Orejón (Blas Jaramillo) és un poderós empresari de Cali qui busca venjar la mort del seu fillol William Medina i alhora recuperar els seus diners robats probablement per un soci conegut com "el mellizo". Per a la missió es recomana a Víctor Peñaranda (Marlon Moreno) i Eusebio "el negro" Benítez (Óscar Borda) buscar els diners i l'assassí de William Medina. Tots dos tenint pocs detalls de l'operatiu i sense conèixer-se s'allotgen en un petit motel on esperen instruccions telefòniques. Durant el transcurs de la pel·lícula es descobreix que Peñaranda és qui va robar la plata del "mellizo" per a donar-li un millor futur a la seva família i amaga els diners mentre que Benítez passa els seus dies amb remordiment d'haver assassinat al fillol del seu cap.
El Orejón per la seva part s'assabenta a través de la Bruja Iris (Paulina Rivas) que els seus dos homes són els traïdors. Benítez sofreix de constants al·lucinacions per compte de la mort de Medina (gràcies a les malediccions posades per la Bruja Iris) i Peñaranda mancada del sentit de l'humor està baix constant estrès volent fugir amb els diners robats i encara esperant ordres rep inoportunes crides d'un home buscant a una dona anomenada Adela.

## Repartiment
- Marlon Moreno - Victor Peñaranda
- Óscar Borda - Eusebio Benítez
- Blas Jaramillo - "El Orejón"
- Paulina Rivas - Iris
- Álvaro Rodríguez - Silvio Sierra
- Andrés Toro - Zabala

## Recepció
La pel·lícula fou mostrada el 2008 al Festival de Cinema de Sundance.